# Lindaspio
Lindaspio är ett släkte av ringmaskar. Lindaspio ingår i familjen Spionidae.
Kladogram enligt Catalogue of Life:
| Lindaspio | \| \| Lindaspio dibranchiata \| \| \| \| \| \| Lindaspio southwardorum \| \| \| \| |
|           | \| \| Lindaspio dibranchiata \| \| \| \| \| \| Lindaspio southwardorum \| \| \| \| |
|           | Lindaspio dibranchiata                                                             |
|           |                                                                                    |
|           | Lindaspio southwardorum                                                            |
|           |                                                                                    |